# Sextus Appuleius (echtgenoot Octavia maior)
Sextus Appuleius was de echtgenoot van Octavia Thurina maior. Zijn zoon Sextus Appuleius was consul in 29 v.Chr.